# Ronika Stone
Ronika Stone (7 giugno 1998) è una pallavolista statunitense, centrale delle San Diego Mojo.

## Biografia
È figlia dell'ex giocatore di football americano Ron Stone. 
Dal 2020 è sentimentalmente legata a Jordan Love, quarterback della National Football League: la coppia si fidanza nel giugno 2024.

## Carriera

### Club
La carriera di Ronika Stone inizia nei tornei scolastici della California, giocando per la Valley Christian HS fino al diploma, dopo il quale approda nella lega universitaria di NCAA Division I: fa parte del programma della Oregon dal 2016 al 2019, raccogliendo qualche riconoscimento individuale.
Nella stagione 2020-21 firma il suo primo contratto professionistico in Francia, dove partecipa alla Ligue A col Le Cannet. Successivamente torna in patria, disputando la seconda edizione dell'Athletes Unlimited, approdando in seguito a Porto Rico, dove disputa la Liga de Voleibol Superior Femenino 2022 con le Pinkin de Corozal e si aggiudica lo scudetto, bissato nel 2023. In seguito è nuovamente di scena in patria, questa volta disputando la Pro Volleyball Federation 2024 con le San Diego Mojo, venendo inserita per due annate consecutive nell'All-PVF Second Team.

### Nazionale
Come membro delle selezioni giovanili statunitensi conquista la medaglia d'argento al campionato mondiale under 18 2015 e poi partecipa al campionato mondiale under 20 2017.
Nel 2022 fa il suo esordio in nazionale maggiore alla NORCECA Final Six, dove conquista la medaglia d'argento.

## Palmarès

### Club
- Campionato portoricano: 2

2022, 2023

### Nazionale (competizioni minori)
- Campionato mondiale under 18 2015
- NORCECA Final Six 2022

### Premi individuali
- 2018 - All-America Second Team
- 2018 - NCAA Division I: Minneapolis Regional All-Tournament Team
- 2024 - Pro Volleyball Federation: All-PVF Second Team
- 2025 - Pro Volleyball Federation: All-PVF Second Team